# William Ewart Gladstone
Pour les articles homonymes, voir Gladstone.
William Ewart Gladstone (/ˈwɪljəm ˈjuːwət ˈɡlædstən/, 29 décembre 1809 à Liverpool – 19 mai 1898 à Hawarden (Flintshire), Ecossais d'origine, est un homme d'État britannique qui joua un rôle majeur dans son pays dans la seconde moitié du XIXe siècle.
Quatre fois chancelier de l'Échiquier et quatre fois Premier ministre (1868-1874, 1880-1885, 1886 et 1892-1894), il est notamment connu en tant que défenseur des couches populaires et des catholiques irlandais de l'Angleterre victorienne. D'abord conservateur, ensuite libéral, il a introduit plusieurs réformes. Pourtant, il a échoué avec la loi qui devait garantir le pouvoir autonome de l'Irlande. La Première Guerre des Boers (1880-1881) se déroula sous l'un de ses mandats.
William Ewart Gladstone était un adversaire de longue date de Benjamin Disraeli. Par leur opposition politique, ils ont cependant conjointement œuvré à faire du Royaume-Uni une démocratie parlementaire accomplie, fondée sur l'alternance politique.

## Biographie

### Jeunesse (1809–1832)

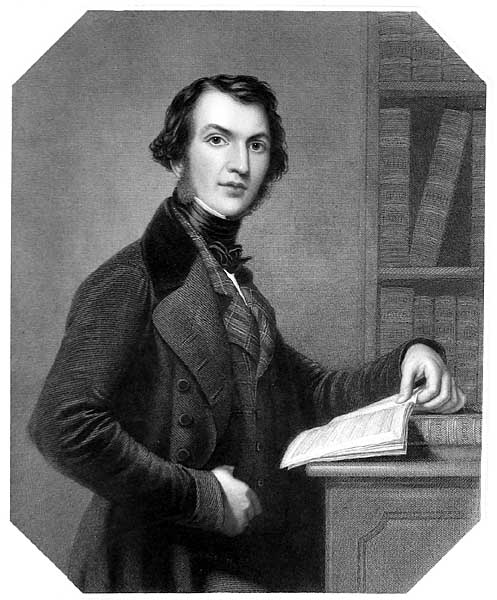
Gladstone dans les années 1830.

Né en 1809 à Liverpool, écossais d'origine, William Ewart Gladstone était le quatrième fils du richissime négociant et planteur esclavagiste Sir John Gladstone, 1er baronnet et originaire de Leith, et de sa seconde femme, Anne MacKenzie Robertson, de Dingwall, Ross-shire. Il est élevé dans un milieu politisé : un de ses plus anciens souvenirs d'enfance est, en 1812, à l'occasion d'une réunion politique en faveur de George Canning, d'avoir été porté sur une table d'où il aurait hélé la foule d'un "Ladies and gentlemen". De 1816 à 1821 il suit l'école primaire de la paroisse de St Thomas's Church à Seaforth[réf. souhaitée], puis en 1821, comme son frère, il entre au collège d'Eton. Dès 1828, il intègre l'université d'Oxford où il suit des études classiques et des cours de mathématiques (sans beaucoup d'intérêt). Il y prend la présidence de l'Oxford Union Debating Society, où il se fait une réputation durable d'orateur et s'engage chez les Tories (opposés aux libéraux).
Après ses premiers diplômes, il fait un Grand Tour d'Europe avec son frère John Neilson Gladstone (Belgique, France, Italie, Allemagne).

### Débuts en politique
À son retour, il est élu en 1832 député conservateur (tory) pour Newark. Inscrit au barreau, il n'y plaide pas et s'en fait d'ailleurs radier. D'abord conservateur intransigeant, il est proche de la faction des Tories qui s'oppose à la fois à l'abolition de l'esclavage et aux première lois sociales. Il se prononce également contre toute concession à l'Église catholique d'Irlande car il juge « hérétique » l'égalité des cultes. Il est lié au Trésor sous le premier ministère de Robert Peel puis, en 1835, secrétaire d'État à la guerre et aux colonies. Amorçant un virage plus libéral, il soutient l'abrogation des corn laws en 1846, celle-ci menant à la scission du camp conservateur. Gladstone est alors partisan de la politique de Peel et cesse d'adhérer au parti conservateur. En 1859, les partisans de Peel s'unirent avec les whigs et les radicaux pour former le parti libéral qui domine la vie politique britannique pendant une bonne partie de la période qui va jusqu'en 1915.

### Chancelier de l'Échiquier (1852-1855)
En 1852, soutenu par une coalition de whigs et de peelites, Lord Aberdeen fut nommé Premier ministre et désigna Gladstone en tant que chancelier de l'Échiquier. Dans le cadre de ses nouvelles fonctions, Gladstone était à même de s'illustrer là où ses prédécesseurs à ce poste, le whig Charles Wood et le tory Benjamin Disraeli, avaient en grande partie échoué. Son premier budget de 1853 poursuivit les efforts entamés par Peel onze ans auparavant en matière de réduction des droits de douane : ces derniers furent en effet supprimés sur 123 produits et fortement diminués pour 133 autres. L'impôt sur le revenu était arrivé à expiration mais Gladstone proposa de le renouveler pour une durée de sept ans afin de financer les baisses tarifaires.
Gladstone souhaitait maintenir un équilibre entre la fiscalité directe et indirecte et abolir l'impôt sur le revenu, tout en sachant que la suppression de cet impôt supposait de couper drastiquement dans les dépenses gouvernementales. Considérant que plus nombreuses seraient les personnes concernées par cet impôt, plus forte serait la pression de l'opinion publique pour réclamer son abolition, il augmenta le nombre de contribuables assujettis à l'impôt sur le revenu en abaissant le seuil minimal imposable de 150 à 100 £. Le montant en question constituait, selon Gladstone, « la ligne de démarcation… entre la partie éduquée et la partie laborieuse de la communauté », de sorte que les personnes imposables étaient aussi celles qui disposaient du droit de vote, et donc de la capacité de se prononcer en faveur d'une réduction des dépenses gouvernementales.
Le discours sur le budget que Gladstone délivra le 18 avril 1853 au Parlement dura près de cinq heures et éleva son auteur, selon les dires de l'historien Sydney Buxton, « au premier rang des financiers et des orateurs ». H. C. G. Matthew écrit que Gladstone « rendait les finances et les chiffres passionnants, et réussissait à construire des discours sur le budget épiques dans leur forme et leur exécution, souvent avec des intermèdes lyriques pour varier la tension aux Communes lorsque l'exposition minutieuse des chiffres et des arguments était portée à son paroxysme ». Le chroniqueur Charles Greville écrit au sujet du discours de Gladstone :

« […] De l'avis général, ce fut une présentation des plus remarquables et l'une des déclarations financières les plus habiles que l'on ait jamais entendues à la Chambre des communes ; un grand projet, conçu avec audace, habileté et honnêteté, dédaignant les clameurs populaires et les pressions extérieures, et dont l'exécution était absolument parfaite. Même ceux qui ne sont pas des admirateurs du budget, ou qui sont affectés par lui, admettent le mérite de l'exécution. [Ce discours] a conféré à Gladstone une haute stature politique et, ce qui importe bien davantage que la mesure elle-même, a donné au pays la confiance envers un homme à la hauteur des grandes nécessités politiques, tout aussi apte à diriger des partis qu'à former des gouvernements. »

Lorsque le Royaume-Uni entra dans la guerre de Crimée en février 1854, Gladstone dut gérer l'accroissement des dépenses militaires et un crédit de 1 250 000 £ fut voté pour l'envoi d'un contingent de 25 000 hommes sur le front. Les prévisions budgétaires annonçaient un déficit de 2 840 000 £ pour l'année 1854 (56 680 000 £ de recettes contre 59 420 000 £ de dépenses) mais Gladstone, ainsi qu'il l'avait annoncé dans sa présentation du 6 mars, refusa d'emprunter l'argent nécessaire pour équilibrer le budget et augmenta de moitié l'impôt sur le revenu, qui fut porté de 7 à 10 pence et demi dans la livre (soit un taux de 4,38 % contre 2,92 % auparavant). Au mois de mai, les dépenses militaires atteignirent 6 870 000 £ et Gladstone releva une nouvelle fois le montant de l'impôt sur le revenu à 14 pence dans la livre, ce qui lui permit de récolter 3 250 000 £ supplémentaires ; le reste de la somme requise fut obtenu au moyen de taxes sur les spiritueux, le malt et le sucre. Gladstone déclara :

« Les dépenses d'une guerre sont le contrôle moral qu'il a plu au Tout-Puissant d'imposer à l'ambition et à la soif de conquête qui sont inhérentes à tant de nations… La nécessité de faire face, année après année, aux dépenses qu'elle entraîne est un contrôle sain et salutaire, qui leur fait sentir ce qu'il en est, et leur fait mesurer le coût du bénéfice auquel elles peuvent s'attendre. »

### Opposition (1855-1859)
Lorsque le gouvernement Aberdeen tombe en 1855, Gladstone refusa d'entrer dans les gouvernements de Lord Derby ou de Lord Palmerston, un whig, et se tint dans l'opposition. En 1858, il fit publier une étude en trois tomes sur Homère, son œuvre et son époque : Studies on Homer and the Homeric Age.

### Retour au gouvernement (1859-1866)
En 1859, cependant, lorsque Palmerston succéda au second et bref gouvernement de Derby, Gladstone accepta de redevenir chancelier de l'Échiquier.
Gladstone hérita d'un déficit de près de 5 000 000 £ et d'un impôt sur le revenu dont le montant s'élevait désormais à cinq pence. Toujours hostile à l'emprunt, Gladstone était d'avis qu'« en temps de paix, rien d'autre qu'une nécessité impérieuse ne devrait nous inciter à emprunter » et il rehaussa l'impôt sur le revenu à 9 pence. Traditionnellement, la collecte d'un impôt ne pouvait être effectuée qu'aux deux tiers au cours d'un même exercice financier, mais Gladstone taxa ces quatre pence supplémentaires à un taux de 8 pence au cours du premier semestre 1859 afin d'obtenir les recettes escomptées en une seule année. Il ressuscita en outre la « ligne de démarcation » qui, mise en place en 1853, avait été abolie en 1858 ; les revenus les plus faibles furent imposés à hauteur de 6 pence et demi au lieu de 9 pence, sauf au cours du premier semestre où les plus bas revenus payèrent 8 pence d'impôt et les plus riches 13 pence.
Le 12 septembre 1859, le député radical Richard Cobden rendit visite à Gladstone, qui nota dans son journal : « … poursuite de la conversation avec Mr. Cobden à propos des droits de douane et des relations avec la France. Nous sommes étroitement et chaleureusement d'accord ». Cobden fut envoyé comme représentant du Royaume-Uni aux négociations avec le Français Michel Chevalier pour un traité de libre-échange entre les deux pays. Gladstone écrivit à Cobden que « le grand objectif [est] la signification morale et politique de l'acte, et son fruit probable et souhaité en unissant les deux pays par l'intérêt et l'affection. Ni vous ni moi n'attachons pour l'instant une valeur superlative à ce traité au nom de l'extension du commerce britannique. […] Ce que je regarde, c'est le bien social, le bénéfice pour les relations des deux pays, et l'effet sur la paix de l'Europe ».
Le budget de 1860 fut présenté aux Communes par Gladstone le 10 février, en même temps que le traité Cobden-Chevalier qui allégeait fortement les droits de douane entre le Royaume-Uni et la France. Ce budget « marqua l'adoption définitive du principe du libre-échange, selon lequel l'imposition devrait être perçue uniquement à des fins fiscales, et que tout droit protecteur, différentiel ou discriminatoire… devrait être banni ». Alors que les taxes sur les produits importés étaient au nombre de 419 au début de l'année 1859, le budget de 1860 réduisit ce nombre à 48, dont 15 procuraient la majorité des recettes. Pour financer cette baisse de la fiscalité indirecte, l'impôt sur le revenu fut maintenu et porté à 10 pence pour les revenus supérieurs à 150 £ et à 7 pence pour les revenus supérieurs à 100 £.
Tout au long de son mandat de chancelier, Gladstone abaissa régulièrement l'impôt sur le revenu qui fut ramené à neuf pence en 1861, sept pence en 1863, cinq pence en 1864 et quatre pence en 1865. Gladstone était outré par ce qu'il considérait comme le gaspillage des fonds publics par le gouvernement et il exposa clairement son intention de laisser l'argent « fructifier dans les poches du peuple » en maintenant les taux d'imposition à un niveau très faible grâce à « la paix et la réduction des dépenses ». En 1859, il écrivit à son frère, qui était membre de l'Association pour la réforme financière à Liverpool : « L'économie est le premier et grand article (l'économie telle que je la conçois) de mon credo financier. La controverse entre la taxation directe et indirecte occupe une place mineure, bien qu'importante ».
Au travers de son action à la chancellerie, Gladstone se forgea une réputation de libérateur du commerce britannique et de défenseur des classes laborieuses ; l'émancipation de la presse populaire des « taxes sur le savoir » et l'imposition d'un droit de succession sur les domaines des plus fortunés étaient également portées à son crédit. La popularité de Gladstone reposait essentiellement sur ses politiques fiscales qui, pour ses partisans, étaient synonymes d'équilibre, d'équité sociale et de justice politique. La manifestation la plus éclatante des sentiments de la classe ouvrière à son égard se produisit à l'occasion d'une visite de Gladstone dans le Northumberland en 1862, dont George Holyoake livra trois ans plus tard le récit suivant :

« Lorsque M. Gladstone se rendit en visite dans le Nord, vous vous rappelez sans doute que la nouvelle passa du journal à l'ouvrier, qu'elle circula dans les mines et les moulins, les usines et les ateliers, et qu'ils sont sortis pour saluer le seul ministre britannique qui ait jamais donné un droit au peuple anglais parce qu'il était juste qu'il l'ait… et lorsqu'il descendit la Tyne, tout le pays entendit comment vingt miles de rives étaient bordés de gens venus le saluer. Des hommes se tenaient dans l'embrasement des cheminées ; les toits des usines étaient bondés ; les mineurs de charbon avait quitté les mines ; les femmes retenaient leurs enfants sur les rives pour qu'on puisse dire dans l'au-delà qu'elles avaient vu passer le Chancelier du Peuple. Le fleuve était tout aussi recouvert que la terre. Tous les hommes qui pouvaient manier une rame s'arrêtaient pour encourager Mr. Gladstone. Lorsque Lord Palmerston se rendit à Bradford, il n'y eut aucune agitation dans les rues et les ouvriers se murèrent dans le silence. Lorsque Mr. Gladstone apparut sur la Tyne, il entendit des acclamations qu'aucun autre ministre anglais n'avait jamais entendues… Le peuple lui était reconnaissant, et de rudes mineurs qui n'avaient, auparavant, jamais approché un homme public de leur vie se pressaient par milliers autour de sa voiture… et des milliers de bras se tendaient dans un même élan, pour serrer la main de Mr. Gladstone comme un de leurs semblables. »

À la même époque, il s'opposa à la politique étrangère agressive de Palmerston et soutint l'idée de nouvelles réformes électorales, ce qui lui valut d'être appelé The People's William (« le William du Peuple »). Il fut aussi remarqué pour son soutien du libéralisme classique et son opposition au socialisme.

### Premier ministre

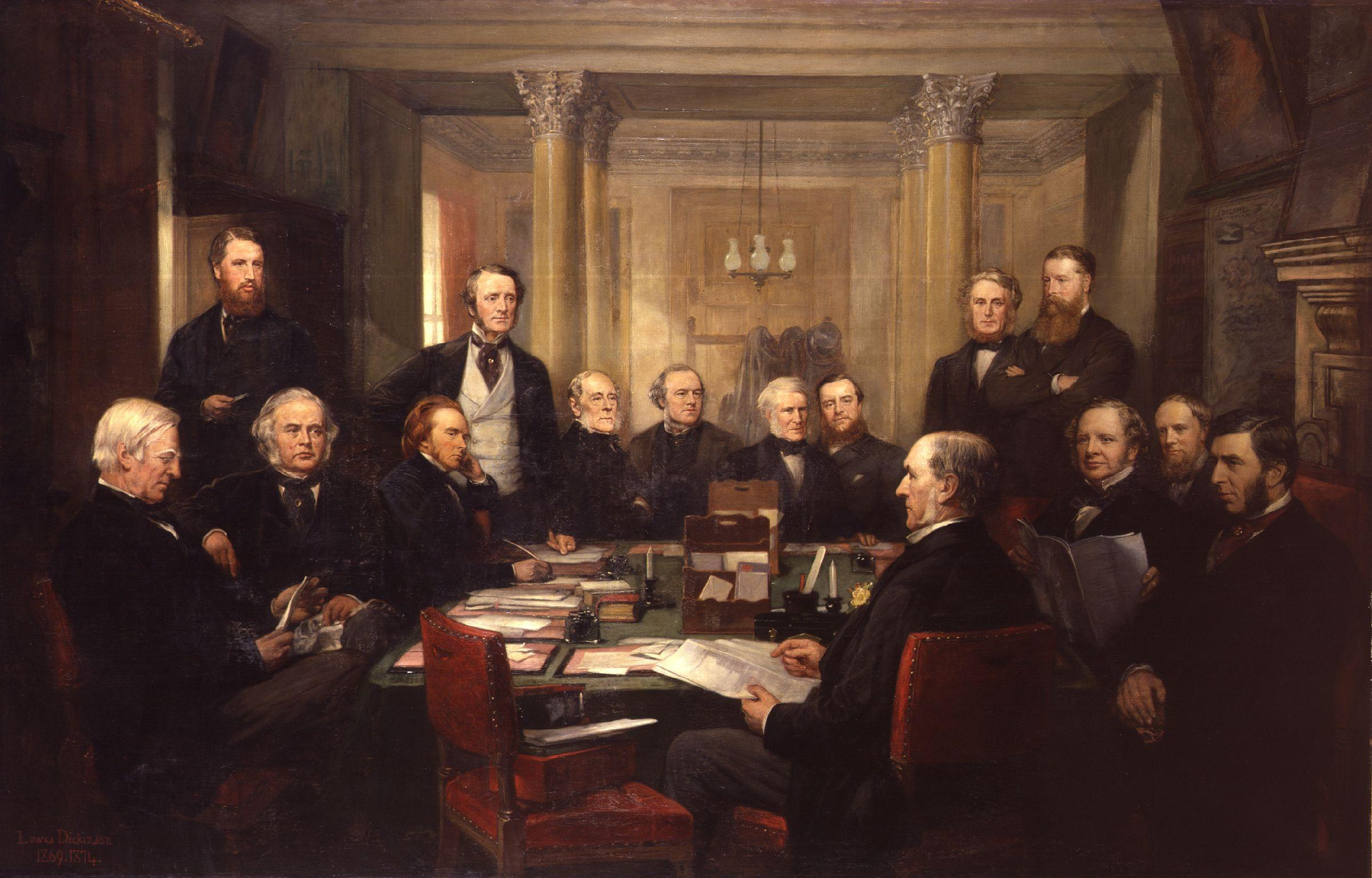
Le cabinet Gladstone en 1868, peint par Lowes Cato Dickinson.

Durant son activité de Premier ministre, l'Église anglicane perdit une part importante de ses privilèges en Irlande, le Ballot Act (1872) qui introduisait le vote secret est promulgué et le Royaume-Uni se tint en retrait lors de la guerre franco-prussienne. Après son échec électoral de 1874, Gladstone démissionna de son poste de leader du Parti libéral ; néanmoins, il revint en 1876 à l'occasion d'une campagne d'opposition aux atrocités commises en Bulgarie par la Turquie. Il dénonce alors la turcophilie supposée du cabinet britannique, décrivant les Ottomans comme « le plus grand spécimen anti-humain de l'humanité ». Gladstone se fait, contre Disraeli, le chantre d'une « diplomatie morale » qui connaîtra une importante postérité au XXe siècle.
La campagne du Midlothian (près d'Édimbourg) de 1879-1880 doit beaucoup à Gladstone. Elle est considérée parfois comme l'acte de naissance des techniques de campagnes politiques modernes. Bien qu'il ne fût pas le dirigeant officiel du parti libéral lorsque celui-ci gagna les élections générales de 1880, il fut néanmoins nommé à nouveau Premier ministre. Lors de son second ministère, son cabinet dut faire face à des crises en Égypte (qui placèrent le pays sous la domination britannique après la guerre de 1882, et qui culminèrent avec la mort du général Charles Gordon en 1885) en Irlande, où le gouvernement fit passer des mesures répressives et à la naissance d'un syndicalisme combatif. Ce gouvernement fut à l'origine de la troisième réforme du droit de vote en 1884. À cette occasion des parlementaires proposèrent d'ajouter un amendement accordant le droit de vote aux femmes. En effet, depuis 1866 et la présentation par John Stuart Mill d'une importante pétition pour le droit de vote des femmes, ce sujet était un point important du débat politique. Gladstone refusa cependant l'addition de cet amendement et pour expliquer sa décision usa d'une métaphore : « la cargaison que ce vaisseau transporte est à notre avis suffisante pour que le transport soit sûr »,.
Lord Salisbury battit le gouvernement de Gladstone lors des élections qui s'ensuivirent et forma un gouvernement conservateur en 1885 mais les élections suivantes, tenues quelques mois après, virent la victoire des libéraux. À nouveau aux affaires au début de l'année 1886, Gladstone voulait faire voter une loi en faveur d'une large autonomie de l'Irlande car il pensait que c'était le seul moyen de résoudre le problème posé par les troubles de plus en plus aigus touchant l'Irlande. Cependant, cette loi fut rejetée par la Chambre des communes en juillet et Salisbury revint à Downing Street pour demander de nouvelles élections qu'il gagna. En 1892, Gladstone forma son dernier gouvernement à l'âge de 82 ans, le premier ministre le plus âgé à entrer le 10 Downing Street. La loi d'autonomie fut à nouveau présentée et rejetée par les lords en 1893, ce qui mit fin au projet de Gladstone. Le parti libéral se rapprochait de la gauche et adoptait des mesures en faveur de l'État providence tout en contenant son aile impérialiste. Du fait de son opposition à l'augmentation des dépenses navales militaires, Gladstone démissionna en mars 1894 et son secrétaire aux Affaires étrangères, Lord Rosebery, lui succéda. Il quitta le Parlement en 1895 et mourut trois ans plus tard à l'âge de 88 ans.

## Travaux littéraires

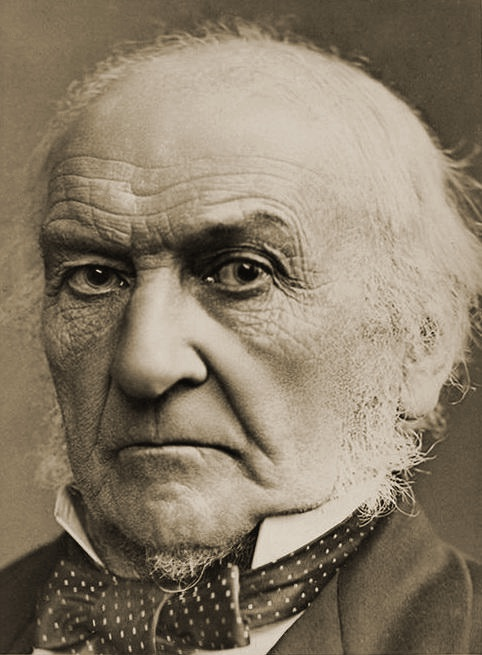
William Gladstone

Dans un essai de 1858, William Gladstone, helléniste confirmé et admirateur des œuvres d'Homère, s'est intéressé, entre autres, à l’utilisation que le poète faisait des mots décrivant les couleurs.
En étudiant l’Iliade, puis l’Odyssée, Gladstone a relevé chaque passage où Homère avait recours à une couleur pour décrire les paysages, les objets, les êtres vivants et il fut très étonné de constater que si de nombreuses allusions au noir et au blanc existent dans les deux ouvrages, quelques-unes évoquaient le rouge, le jaune et le vert, mais que rien n'existait pour définir la couleur bleue. Guy Deutscher, linguiste français et spécialiste des littératures anciennes, confirme qu'Homère ne connaissait pas cette couleur, comme d'ailleurs la totalité des auteurs des textes antiques y compris les auteurs des textes bibliques,.
William Ewart Gladstone est devenu membre de la Royal Society le 13 janvier 1881.

## Postérité

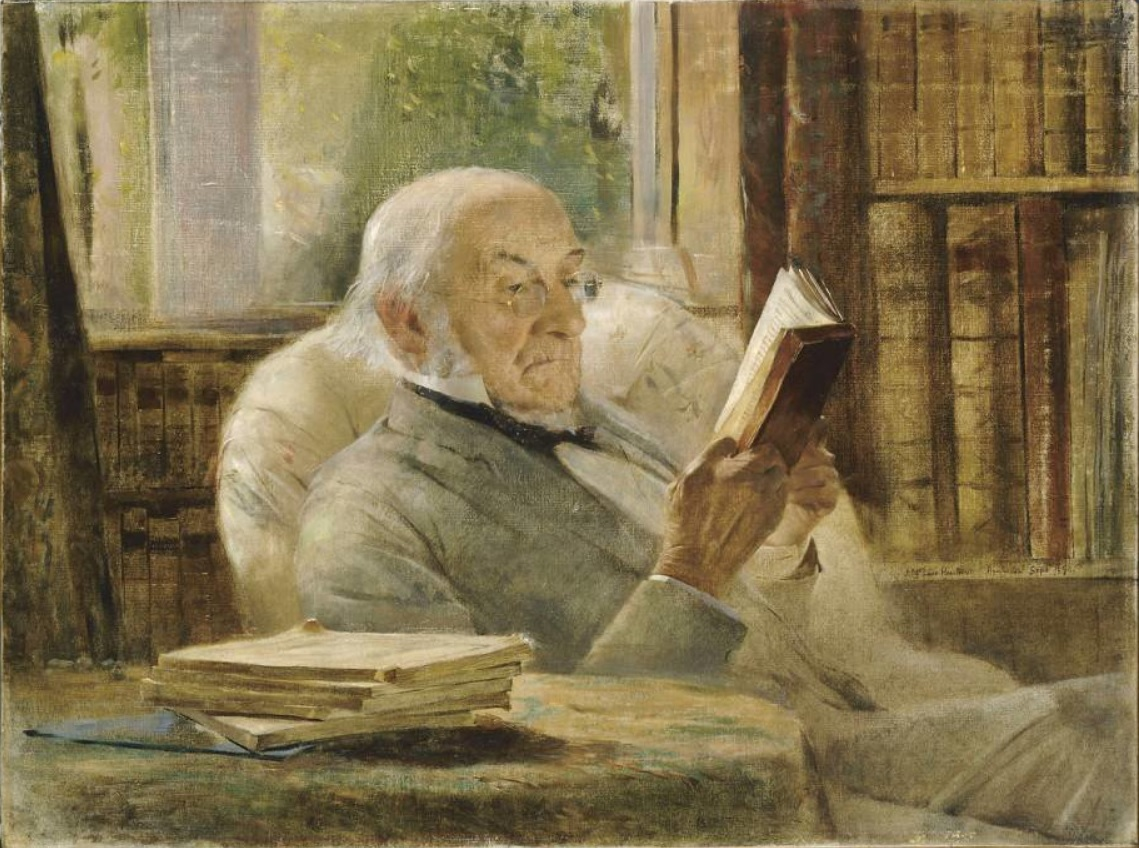
William Ewart Gladstone (1809-1898), homme d'État britannique par John McLure Hamilton, école anglaise, vers 1892, musée d'Orsay.

Pour l'historien H. C. G. Matthew, l'héritage de Gladstone réside principalement dans sa politique financière, son soutien au Home Rule, qui a modifié la vision de l'État unitaire du Royaume-Uni, sa conception d'un parti progressiste et réformateur doté d'une base forte et capable de s'accommoder et de concilier des intérêts variés, et enfin ses discours lors de réunions publiques de masse. A. J. P. Taylor soutient que « William Ewart Gladstone fut la plus grande figure politique du dix-neuvième siècle. Je ne veux pas dire par là qu'il fut nécessairement le plus grand homme d'État, en tout cas certainement pas celui qui fut le plus couronné de succès. Ce que je veux dire, c'est qu'il domina la scène ». De son côté, Walter L. Arnstein apporte le jugement suivant :

« Aussi notables que furent les réformes gladstoniennes, toutes ou presque s'inscrivaient dans la tradition libérale du XIXe siècle visant à supprimer progressivement les barrières religieuses, économiques et politiques qui empêchaient les hommes de diverses croyances et classes d'exercer leurs talents individuels afin de s'améliorer et d'améliorer leur société. Alors que le troisième quart du siècle touchait à sa fin, les bastions essentiels du victorianisme tenaient toujours bon : la respectabilité, un gouvernement d'aristocrates et de gentlemen désormais influencé non seulement par des marchands et des fabricants de la classe moyenne mais aussi par des travailleurs assidus ; une prospérité qui semblait reposer en grande partie sur les principes du laissez-faire économique ; et une Britannia qui régnait sur les mers et sur de nombreux dominions au-delà. »

Winston Churchill fait partie de ceux qui mettent Gladstone parmi leurs inspirateurs.
On retiendra encore que c'est son gouvernement qui donna l'accord pour lancer la célèbre expédition océanographique du H.M.S. Challenger.

## Personnalité

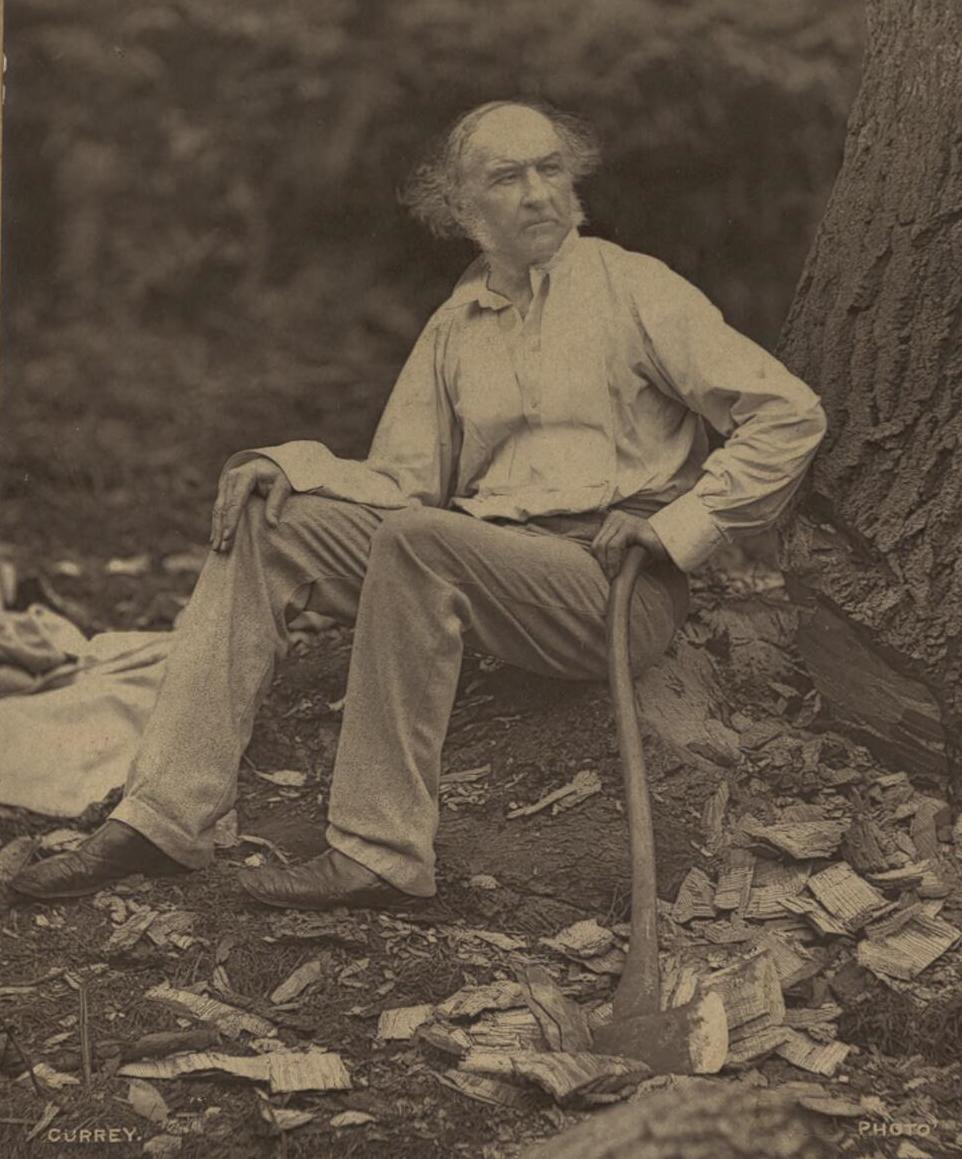
Portrait de Gladstone sur son domaine d'Hawarden en 1877.

Gladstone est connu pour son intense rivalité avec le dirigeant du Parti conservateur Benjamin Disraeli. La rivalité était à la fois politique et personnelle. Lorsque Disraeli mourut, Gladstone proposa de faire des funérailles nationales mais les volontés de Disraeli d'être enterré avec sa femme firent répondre à Gladstone : « As Disraeli lived, so he died — all display, without reality or genuineness » (« Disraeli est mort comme il a vécu. Tout d'étalage, sans réalité ni authenticité »). Gladstone est aussi connu pour ne pas avoir eu de bonnes relations avec la reine Victoria, celle-ci s'était plainte, une fois : « He always addresses me as if I were a public meeting ». (« Il s'adresse toujours à moi comme si j'étais une réunion publique »).
Les partisans de Gladstone l'appelaient « The People's William » ou le « G.O.M. » (« Grand Old Man », « le grand vieil homme ») que Disraeli se plaisait à travestir en « God's Only Mistake » (« la seule erreur de Dieu »). À la suite de la mort du général Gordon en Afrique en 1885, les critiques de Gladstone ont drôlement renversé l'acronyme au « M.O.G. » (« Murderer of Gordon », « le meurtrier de Gordon »).
À partir de 1858, Gladstone prit l'habitude de se divertir en coupant des arbres, et continua de s'adonner à cette pratique jusqu'en 1891, alors qu'il était âgé de 81 ans. Cela participa de sa célébrité et fit la joie des caricaturistes qui le représentaient fréquemment avec une hache à la main. L'un de ses adversaires politiques, Lord Randolph Churchill, observa ironiquement : « pour se divertir, il a choisi d'abattre des arbres ; et nous pouvons utilement remarquer que ses divertissements, comme sa politique, sont avant tout destructeurs. Chaque après-midi, le monde entier est invité à assister à la chute fracassante de quelque hêtre, orme ou chêne. La forêt se lamente pour que Mr. Gladstone puisse transpirer ». Gladstone ne se contentait néanmoins pas d'abattre des arbres mais en plantait de nouveaux, que ce fut sur son domaine d'Hawarden ou ailleurs, pour des proches ou à l'occasion de cérémonies commémoratives.

## Œuvres
- William Ewart Gladstone, baron Arthur Hamilton-Gordon Stanmore (1961), Gladstone-Gordon correspondence, 1851–1896: selections from the private correspondence of a British Prime Minister and a colonial Governor, volume 51. American Philosophical Society, p. 116. Consulté le 28 juin 2010 (volume 51, Issue 4 of new series, Transactions of the American Philosophical Society) (original de l'University of California)
- William Ewart Gladstone (1898), On books and the housing of them, M. F. Mansfield, N Y. Consulté le 15 juin 2012. Un traité sur le stockage des livres et la conception des étagères comme employé dans sa bibliothèque personnelle.
- William Ewart Gladstone (1838), The State in its relations with the Church, Londres : John Murray Albermarle Street et Hatchard and Son.
- William Ewart Gladstone (1903), The impregnable rock of Holy Scripture (édition révisée), Londres : Isbister and Company.
- William Ewart Gladstone (1858), Studies on Homer and the Homeric Age (3 vol.), The University Press.
- William Ewart Gladstone (1870), Juventus Mundi – The gods and men of 'the heroic' age (2e édition, révisée), Macmillan and Co.

Traduction française
- Homère et la politique (préface de Jean Bastier), éditions Auda Isarn, 2015

## Dans la culture populaire
Jonathan Stroud, dans son cycle de fantasy La Trilogie de Bartiméus, reprend Gladstone et le présente comme un magicien célèbre ayant utilisé ses pouvoirs pour régner sur le Royaume Uni de l'époque.
Il est un personnage secondaire de Assassin's Creed Syndicate.